# Episodi di Dream Production
Gli episodi della serie animata Dream Productions sono disponibili dall'11 dicembre 2024 su Disney+ in tutti i paesi in cui il servizio è attivo.

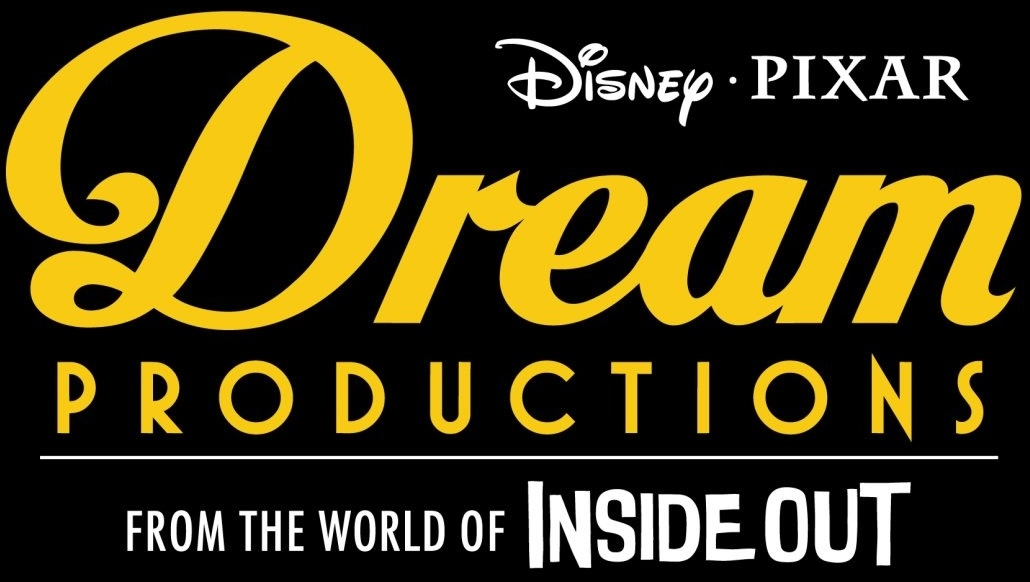
Logo della serie animata

| nº | Titolo originale            | Titolo italiano | Pubblicazione    |
| -- | --------------------------- | --------------- | ---------------- |
| 1  | Part 1: The Dream Team      | Episodio 1      | 11 dicembre 2024 |
| 2  | Part 2: Out Of Body         | Episodio 2      | 11 dicembre 2024 |
| 3  | Part 3: Romance!            | Episodio 3      | 11 dicembre 2024 |
| 4  | Part 4: A Night to Remember | Episodio 4      | 11 dicembre 2024 |

## Episodio 1
- Titolo originale: Part 1: The Dream Team
- Diretto da: Valerie LaPointe
- Scritto da: Mike Jones

### Trama
Paula Persimmon è un'acclamata regista dei sogni della Dream Productions nella mente di Riley. Quando la sua assistente alla regia Janelle cerca di dirle che sta progettando di mettersi in proprio, Paula è troppo distratta dal realizzare un sogno degno di nota per Riley. Paula decide di creare un sogno in cui Riley partecipa a un imminente ballo scolastico con Unicorno Arcobaleno che fa la sua comparsa, nonostante Janelle ritenga che Riley sia troppo matura per quello. Il capo della Dream Productions, Jean Dewberry, promuove quindi Janelle come nuova regista, con grande sorpresa di Paula. Il sogno di Paula all'inizio va bene, ma quando Unicorno Arcobaleno esce da una gigantesca conchiglia, distrugge il set.

## Episodio 2
- Titolo originale: Part 2: Out Of Body
- Diretto da: Valerie LaPointe
- Scritto da: Mike Jones

### Trama
A Paula viene assegnata una nuova assistente, il pretenzioso nipote di Jean, direttore di sogni ad occhi aperti, Xeni, che crede che i sogni di Riley dovrebbero essere più maturi. Paula insiste nel fare le cose a modo suo, il che si traduce in un altro brutto sogno con protagonista Unicorno Arcobaleno. Le prese in giro di Xeni portano Paula a licenziarlo. Nel frattempo, Janelle crea un nuovo sogno di successo e Jean avverte sottilmente Paula che potrebbe essere licenziata se non riesce a creare un nuovo bel sogno.

## Episodio 3
- Titolo originale: Part 3: Romance!
- Diretto da: Austin Madison
- Scritto da: Mike Jones

### Trama
Paula riassume Xeni e grazie alla sua influenza, i sogni che creano in cui Riley porta un fidanzato canadese ("Boyfriend Canadese") al ballo stanno andando bene. Jean decide presto di dare a Paula l'intera notte per creare un sogno, il che si traduce in Paula che prende di nuovo il sopravvento. Xeni, furioso, crea presto un altro finto fidanzato per aggiungere drammaticità. Ciò si traduce in Paula e Xeni che si sabotano ripetutamente a vicenda, affollando il set con finti fidanzati e sconvolgendo la mente di Riley al punto che inizia a camminare nel sonno per la prima volta nella sua vita, con il risultato che la telecamera (che incarna Riley) si muove da sola. In questo stato di incoscienza, Riley quasi cade dalle scale mentre la telecamera quasi cade da un set. Jean, rimproverata da Rabbia e furiosa per il fiasco, declassa Xeni a lavorare al bar locale dopo che Paula scarica la colpa su di lui, mentre Paula viene messa sotto pressione per creare un altro bel sogno.

## Episodio 4
- Titolo originale: Part 4: A Night to Remember
- Diretto da: Mike Jones
- Scritto da: Mike Jones

### Trama
A causa dell'incidente del sonnambulismo, Jean inizia a impossessarsi dei sogni di tutti dando a tutti i registi delle sceneggiature bloccate. Volendo vendicarsi di Paula, Xeni crea una falsa sceneggiatura per un brutto sogno e la infila nella cartella di Paula. Paula dopo aver letto la sceneggiatura e dedicando di non produrla decide presto di andarsene, credendo di non conoscere affatto Riley. Con la coscienza a pezzi, Xeni trova Paula e confessa il suo sabotaggio e che da quando Paula si è dimessa, la sua falsa sceneggiatura è stata riassegnata a Janelle. Quando Paula cerca di avvertire Janelle di questo, Jean arriva e sorprendentemente approva la sceneggiatura di Xeni. Ma quando Paula, Xeni e Janelle diventano riluttanti a dirigere, Jean li licenzia tutti e decide di girare il sogno lei stessa. Riescono a intrufolarsi di nuovo nella Dream Productions dove presto rimuovono il filtro di distorsione della realtà della telecamera. Ciò scatena il sogno lucido facendo sì che Riley possa capire che tutto quello accaduto non è reale. Il sogno si trasforma in uno felice e Riley decide presto di andare al ballo con Bree e Grace. A causa del comportamento di Jean, questa viene declassata a lavorare al bar, Xeni diventa la nuova direttrice e Paula diventa il nuovo capo della Dream Productions.